# Friedrich Wilhelm Karl Franz von Anhalt

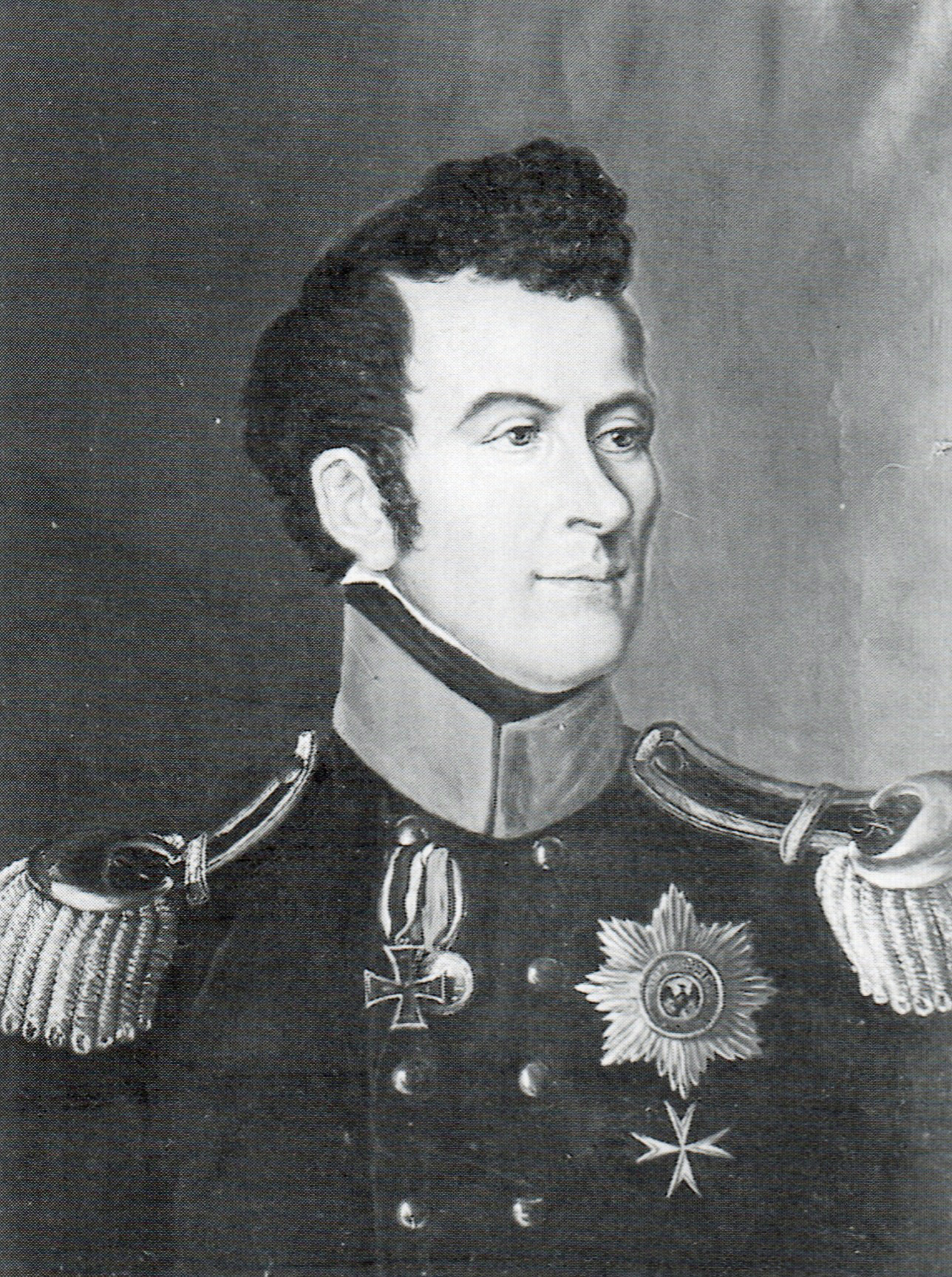
Friedrich Wilhelm Karl Franz von Anhalt

Friedrich Wilhelm Karl Franz von Anhalt (* 22. Juni 1769 in Potsdam; † 16. April 1837 in Prenzlau) war ein preußischer Generalmajor.

## Leben

### Herkunft
Friedrich Wilhelm Karl Franz von Anhalt war ein Sohn des preußischen Generals der Infanterie, Generalinspekteurs der Infanterie in Ostpreußen sowie Amtshauptmanns zu Lebus und Erbherrn zu Plaue, Heinrich Wilhelm von Anhalt (1734–1801), eines natürlichen Sohnes des Erbprinzen von Anhalt-Dessau Wilhelm Gustav (1699–1737). Seine Mutter war Caroline Friederike von Wedel (1748–1780), Tochter des preußischen Generalleutnants und Kriegsministers Carl Heinrich von Wedel (1712–1782). Die Generale Leopold Ludwig von Anhalt (1729–1795), Friedrich von Anhalt (1732–1794), Albrecht von Anhalt (1735–1802) und Karl Philipp von Anhalt (1732–1806) waren seine Onkel.

### Militärkarriere
Er besuchte 1782 die École Militaire in Berlin und ging 1784 als Fähnrich zum Infanterieregiment (Nr. 2), das sein Vater führte. Unter dessen Aufsicht und Begleitung durfte er 1789 den Herbstmanövern bei Potsdam beiwohnen und wurde 1790 als Generaladjutant zu General von Klinckowström delegiert. 1791 trat er in sein Regiment zurück und nahm am Feldzug in Polen teil, bevor er 1797 zum Premierleutnant avancierte. 1801 war er bereits Stabskapitän und 1806 Kompanieführer bei einem der frisch aufgestellten Reservebataillone. Im Vierten Koalitionskrieg nahm er u. a. an den Gefechten bei Soldau und Königsberg teil.
Am 6. Februar 1807 wurde er zunächst Kommandeur des 5. Ostpreußischen Reservebataillons, dann am 19. März 1807 Kapitän mit Patent vom 12. August 1806, schließlich noch Major und als solcher Generaladjutant ad interim bei Generalfeldmarschall Kalckreuth. Er blieb 1808 Stabsoffizier und erhielt 1811 das westpreußische Grenadierbataillon als Kommandeur ad interim bei Beibehaltung seines bisherigen Geschäftsbereichs. Das 2. Westpreußische Infanterieregiment (Nr. 7) wurde ihm als Kommandeur 1813 ebenfalls ad interim aufgetragen. 
Während der Befreiungskriege wurde er bei Großgörschen verwundet, erhielt den St.-Annen-Orden II. Klasse und das Eiserne Kreuz II. Klasse für seinen Einsatz. Bei Bautzen wurde er erneut verwundet, nahm aber dennoch an der Völkerschlacht bei Leipzig aktiv teil.
Noch 1813 stieg er weiter auf zum Oberstleutnant und wurde Kommandant der Festung Glatz. 1815 erfolgte seine Beförderung zum Oberst und 1816 wurde er Inspekteur der Landwehr im Regierungsdepartment Polen. Als Kommandeur der 10. Infanterie-Brigade diente er 1820 und erhielt auch im selben Jahr seine Beförderung zum Generalmajor. Noch 1824 wurde er Kommandeur der 5. Infanterie-Brigade, schied aber 1825 mit Invaliditätsgehalt und Beigabe des Dienstkreuzes aus dem aktiven Dienst aus.

### Familie
Friedrich Wilhelm Karl Franz vermählte sich am 6. Mai 1795 in Königsberg mit Caroline Sidonie Ludowike von Weiss aus dem Hause Leissinen (1773–1825), Tochter von Johann Jakob von Weiss und Hanna Barbara Koppen. Aus der Ehe gingen mindestens neun Kinder hervor:
1. Caroline Eleonore Johanna Wilhelmine (* 23. Februar 1796 in Königsberg; † 1863) ⚭ 26. Mai 1816 Franz Karl Stanislaus Graf von Fernemont Freiherr von Barwitz (* 6. Mai 1785; † 1847), Kammerherr und Regierungsrat[2]
2. Friedrich Wilhelm Karl Franz (* 12. April 1797 in Königsberg)
3. Emilie Augusta Franziska (1798–1876) ⚭ 13. März 1819 Albert Otto von Wedel-Parlow (1793–1866), preußischer Rittmeister a. D. und Landrat von Angermünde
4. Friederike Blanca Cäcilie Julie Ernestine (* 2. Dezember 1799 in Königsberg)
5. Friedrich Johann Carl Otto Julius (* 18. Juli 1803 in Königsberg; † 10. Februar 1844), Premierleutnant im 6. Ulanenregiment ⚭ Rosalie Gertrudis Margarethe Mantell
6. Julius (* 20. Mai 1805; † 1806)
7. Sophie Theodora (* 15. August 1808 in Königsberg) ⚭ NN Iwanow
8. Friedrich Wilhelm Karl Theodor (* 9. August 1812 in Berlin), ein Patenkind von König Friedrich Wilhelms III.
9. Marie (Anna) Ulrike Alma Caecilie (* 20. Januar 1821 in Posen; † 16. März 1886) ⚭ Eduard Nipisch († 3. September 1871)